# Volkan Şen
Volkan Şen (Bursa, Turquia; 7 de juliol de 1987) és un futbolista turc. Juga d'extrem.

## Clubs
| Club                      | País    | Any         |
| ------------------------- | ------- | ----------- |
| Bursaspor                 | Turquia | 2005 - 2011 |
| Bursa Merinosspor (cedit) | Turquia | 2005 - 2007 |
| Trabzonspor               | Turquia | 2011 - 2014 |
| Bursaspor                 | Turquia | 2014 - 2015 |
| Fenerbahçe S.K.           | Turquia | 2015 -      |